# Лі (округ, Алабама)
Шаблон:StateAbbr_ 32°36′05″ пн. ш. 85°21′13″ зх. д. / 32.601388888889° пн. ш. 85.353611111111° зх. д.
Лі (англ. Lee County) — округ (графство) у штаті Алабама США. Ідентифікатор округу 01081.

## Розташування
Округ Лі розташований в східній частині центральної Алабами вздовж кордону зі штатом Джорджія.

## Історія
Округ Лі був створений 5 грудня 1866 з частин округів Мейкон, Расселл, Чемберс і Таллапуза.

## Демографія
За даними перепису 2000 року
загальне населення округу становило 115092 осіб, зокрема міського населення було 77197, а сільського — 37895.
Серед мешканців округу чоловіків було 56630, а жінок — 58462. В окрузі було 45702 господарств, 27270 родин, які мешкали в 50329 будинках.
Середній розмір родини становив 3,03.
Віковий розподіл населення поданий у таблиці:
| Стать    | До 15 років | 15-21 | 22-29 | 30-39 | 40-49 | 50-65 | 65-85 | Понад 85 |
| -------- | ----------- | ----- | ----- | ----- | ----- | ----- | ----- | -------- |
| Чоловіки | 11380       | 10383 | 9641  | 7781  | 6984  | 6734  | 3481  | 246      |
| Жінки    | 11073       | 10842 | 8540  | 7946  | 7445  | 7006  | 4831  | 779      |

## Суміжні округи
- Чемберс — північ
- Гарріс, Джорджія — північний схід
- Маскогі, Джорджія — схід
- Расселл — південь
- Мейкон — південний захід
- Таллапуса — північний захід

## Виноски
1. ↑  U.S. Decennial Census. United States Census Bureau. Архів оригіналу за 4 квітня 2018. Процитовано 22 серпня 2015.
2. ↑  Historical Census Browser. University of Virginia Library. Архів оригіналу за 11 серпня 2012. Процитовано 22 серпня 2015.
3. ↑  Forstall, Richard L., ред. (24 березня 1995). Population of Counties by Decennial Census: 1900 to 1990. United States Census Bureau. Архів оригіналу за 24 вересня 2015. Процитовано 22 серпня 2015.
4. ↑  Census 2000 PHC-T-4. Ranking Tables for Counties: 1990 and 2000 (PDF). United States Census Bureau. 2 квітня 2001. Архів оригіналу (PDF) за 18 грудня 2014. Процитовано 22 серпня 2015.
5. ↑  State & County QuickFacts. United States Census Bureau. Архів оригіналу за 6 червня 2011. Процитовано 16 травня 2014.(англ.) Наведено за англійською вікіпедією.
6. ↑  American FactFinder. Бюро перепису населення США. Архів оригіналу за 26 лютого 2012. Процитовано 31 січня 2008.